# Skarszewy
Skarszewy (udtale: [skarˈʂɛvɨ]; tysk: Schöneck in Westpreußen)   er en by  i den  centrale del af voivodskabet Pommern i det nordlige Polen. Den har   6.851(2021)  indbyggere og et areal på 9,43  km², og en del af  powiatet (amt) Starogard.
Den gamle bydel er omgivet af fragmenter af 1300-tallets stenmure og en gotisk sognekirke for Ærkeenglen St Michael, som stammer fra det 14. århundrede og har velbevare inventar fra barokken.
På byens torv ligger fontænen Griffin Pomorski med tre griffer, der holder St. Johannes Skarszews emblem på et fad. Øverst var der placeret reproduktioner af byens våben fra 1198, da byen tilhørte Johanniterordenen.

## Historie
Byen blev første gang nævnt som sæde for Johanniterordenen i 1198. Den var en del af middelalderens Kongeriget Polen indtil det 14. århundrede. I 1320 opnåede den byrettigheder, og i 1370 blev den solgt af Johanniterordenen til Den tyske orden. I 1454 blev byen, efter anmodning fra det anti-teutoniske preussiske forbund, genindlemmet i Kongeriget Polen af kong Kasimir 4. Jagiellon. I 1455, under den efterfølgende Tretten års krig, blev den hærget af de tyske riddere, som endelig gav afkald på ethvert krav til byen ved fredslutningen i 1466. Igen i Polen var det administrativt en del af Pommern voivodskab i provinsen Kongeriget Preussen i provinsen Storpolen.
Mellem 1629 og 1655 blev det ødelagt af det svenskere. Store brande i årene 1708, 1714, 1731 ødelagde næsten alle bygninger. I 1762–1765 studerede Józef Wybicki, forfatteren af teksterne til Polens nationalsang, jura ved den lokale domstol, beliggende i det gamle slot. I 1772 blev byen, kendt på tysk som Schöneck, annekteret af Kongeriget Preussen i Polens første deling, og blev germaniseret.